# (15619) Albertwu
(15619) Albertwu (2000 HE13) – planetoida z pasa głównego asteroid okrążająca Słońce w ciągu 4,29 lat w średniej odległości 2,64 j.a. Odkryta 28 kwietnia 2000 roku.